# 티끌 플라스마
티끌 플라즈마(Dusty plasma)는 플라즈마가 포함하고 있는 나노미터 또는 마이크로미터 크기의 입자이다. 티끌 플라즈마는 하전되어 있을 수도 있고 입자는 플라즈마처럼 행동할 것이다. 티끌 플라즈마는 큰 입자 형태를 띠는 알갱이 플라즈마가 될 것이다. 티끌 플라즈마는, 입자의 존재가 다른 현상을 이끌어내는 하전된 입자 평형상태로 대체되기 때문에 흥미롭다. 그것은 현재 연구되는 분야이다. 알갱이 끼리의 정전기적 결합이 넓은 영역에 걸쳐 변할 수 있으므로 티끌 플라즈마의 상태는 약하게 결합된 가스상태에서 결정을 띤 상태로 바뀔 수 있다.

## 특성
플라즈마 안의 티끌의 온도는 환경에 따라 꽤 다를 수 있다. 예를 들면,
| 티끌 플라즈마 조성 | 온도     |
| ------------------ | -------- |
| 티끌 온도          | 10 K     |
| 분자 온도          | 100 K    |
| 이온 온도          | 1,000 K  |
| 전자 온도          | 10,000 K |

먼지 입자의 전위는 대략 1~10v(양전위 또는 음전위)이다. 전위는 일반적으로 음전위인데 전자가 이온보다 유동성이 있기 때문이다. 만약 전자가 티끌 알갱이로 변하는 것이 상대론적이라면 티끌은 수 kv로 바뀌게 될 것이다. 음전위를 감소시키는 경향이 있는 장전자방출은 입자의 작은 크기로 인해 중요하게 여겨질 수 있다. 광전자 효과와 양이온의 충돌은 실제로 티끌 입자의 양전위로 된다.

## 동역학
플라즈마 내의 고체 입자의 움직임은 이온과 전자에 대한 운동방정식에 따른다.
단, m, q는 질량과 입자의 전하이고, g는 중력가속도, mvcv는 점성에 의하며, f는 복사압을 포함한 모든 힘을 기술한다. q (E + v x B)는 로렌츠힘인데, E는 전기장, v는 속도, B는 자기장이다.
입자의 크기에 따른 다음 네 분류가 있다.
1. 매우 작은 입자. 단, q (E + v × B)는 mg보다 월등히 크다.
2. 작은 알갱이. 단, q/m ≈ √G이고 플라즈마는 이 동역학에서 주된 역할을 한다.
3. 큰 알갱이. 단, 전자기에 관한 항목은 무시해도 좋고, 입자는 알갱이처럼 여겨진다. 그들의 운동은 중력과 점성에 의해 결정된다. 그리고 운동방적식은 mvcv = mg가 된다.
4. 큰 고체. 센티미터, 미터 크기의 물체에서 점성은 영향력 있는 섭동에 의해 일어날 것이고 그것은 궤도를 바꿀 것이다. 킬로미터 크기(또는 그 이상)의 물체에서는 중력과 관성이 운동을 지배할 것이다.